# Sichelflossen-Zitronenhai

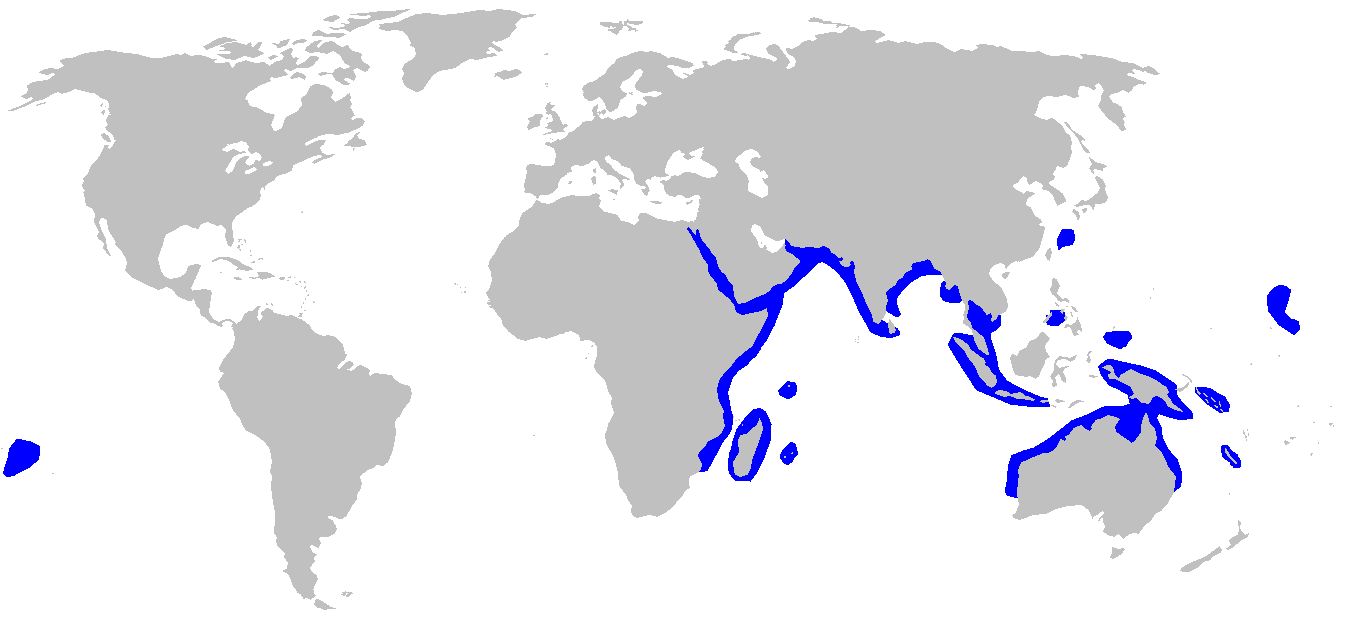
Verbreitungsgebiete des Sichelflossen-Zitronenhais

Der Sichelflossen-Zitronenhai (Negaprion acutidens) gehört zur Familie der Requiemhaie (Carcharhinidae).

## Körperbau
Er erreicht eine Länge von bis zu 3 m und ist ein kräftiger Hai mit einer gelblich-braunen Färbung. Seine zweite Rückenflosse hat beinahe dieselbe Größe wie die erste. Seine Rücken-, Brust- und Bauchflossen sind deutlich sichelförmig, woher auch sein Name stammt. Die Schnauze ist kürzer als breit.

## Verbreitung
Das Verbreitungsgebiet dieser Art liegt im westlichen Pazifik
- Indonesien,
- Neuguinea,
- Australien,
- Philippinen,
- Tahiti

und im Indischen Ozean
- Südafrika,
- Mauritius,
- Indien,
- Thailand.

Es ist auch im Roten Meer anzutreffen. Er kommt in Ufernähe bis in eine Tiefe von 30 m vor, wobei er Buchten und flache Regionen bevorzugt.

## Fortpflanzung
Dieser Hai ist lebendgebärend mit 1–11 Nachkommen, wobei die Tiere bei einer Länge von ca. 2,2 m geschlechtsreif werden.

## Nahrung
Er schwimmt meist sehr langsam und frisst praktisch ausschließlich Fische.
Zitronenhaie sind nachtaktiv und befinden sich tagsüber in der Ruhephase.
Da diese Haiart leicht reizbar ist, sollten Störungen und Provokationen zur eigenen Sicherheit unterbleiben. Angriffe können sonst unvermittelt erfolgen.